# Daniel Kiblisky
Daniel Kiblisky Otero (Santiago) es un actor chileno de teatro y televisión. 

## Biografía
El actor estudió Teatro en la Universidad Mayor e hizo cursos de actuación en la escuela Matus Actores.
Comenzó en la televisión en Televisión Nacional de Chile, donde participó en la serie Litoral (2008), de Raúl Ruiz. Luego hizo apariciones especiales en Mis años grossos y Los 80. En 2011 debutó en las teleseries con Peleles de Canal 13 y también en la serie Los archivos del cardenal.

## Teleseries
| Teleseries | Teleseries | Teleseries    | Teleseries |
| Año        | Teleserie  | Rol           | Canal      |
| ---------- | ---------- | ------------- | ---------- |
| 2011       | Peleles    | Marco Gamucio | Canal 13   |
| 2012       | Las Vegas  |               | Canal 13   |

## Series de televisión
| Series | Series                    | Series              | Series      |
| Año    | Series                    | Rol                 | Canal       |
| ------ | ------------------------- | ------------------- | ----------- |
| 2008   | Litoral                   | Segundo Arrávida    | TVN         |
| 2009   | Mis años grossos          |                     | Chilevisión |
| 2009   | Los 80                    | Amigo 2             | Canal 13    |
| 2011   | Los archivos del cardenal | Juan José Sarmiento | TVN         |
| 2014   | El Niño Rojo              | Bernardo O'Higgins  | Mega        |

- Datos: Q5798472